# سیارک ۳۲۲۶۳
سیارک ۳۲۲۶۳ (به انگلیسی: 32263 Kusnierkiewicz، نامگذاری:2000OH69) سی و دو هزار و دویست و شصت و سومین سیارک کشف شده‌است که در ۳۱ ژوئیه ۲۰۰۰ کشف شد.